# Esclavitud a l'edat mitjana

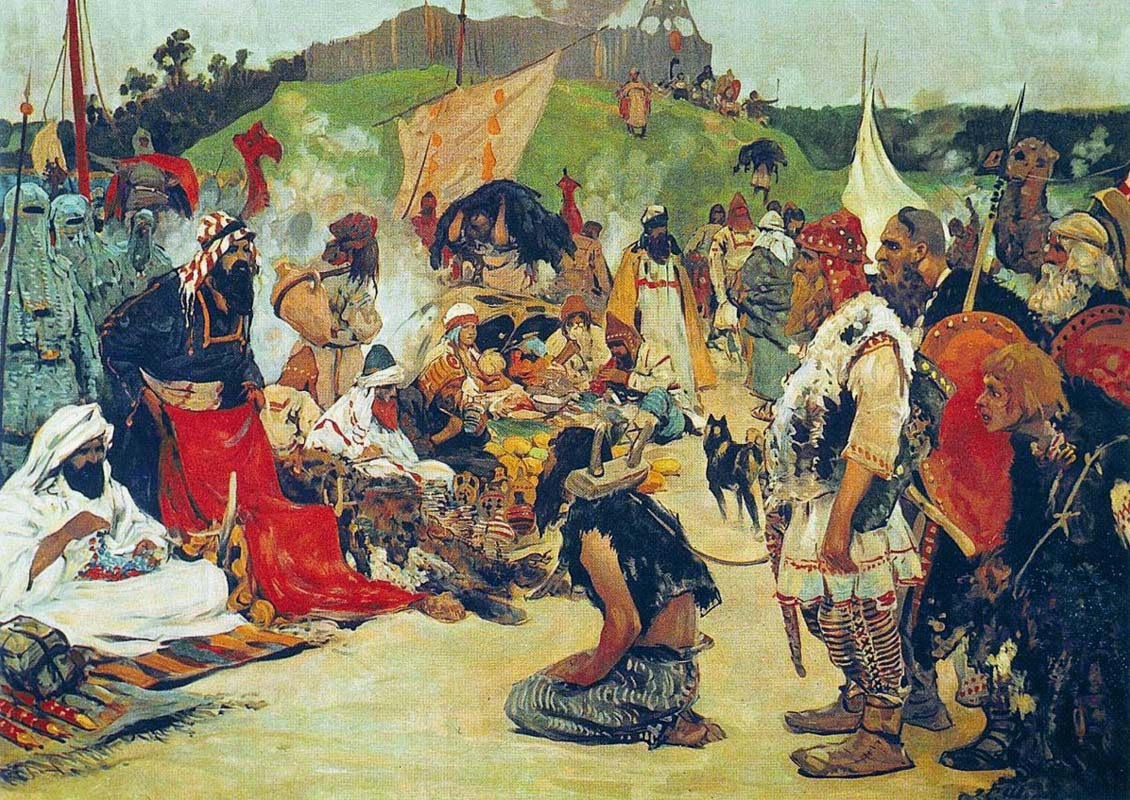
Tràfic d'esclaus en el campament dels eslaus orientals, pintura de Serguei Ivanov.

L'esclavitud havia acabat pràcticament a l'Europa occidental l'any 1000, substituïda per la servitud. Va romandre més temps a Anglaterra i en els àmbits relacionats amb el món musulmà, on l'esclavitud va continuar. Les regles de l'església van suprimir l'esclavització per als cristians. La majoria dels historiadors argumenten que el canvi va ser força brusc prop de l'any 1000, però alguns descriuen una transició gradual des de l'any 300 fins a l'any 1000.
Les principals llengües europees, utilitzen variacions de la paraula «esclau» amb referència als treballadors eslaus de Constantinoble.

## Inici de l'Edat mitjana

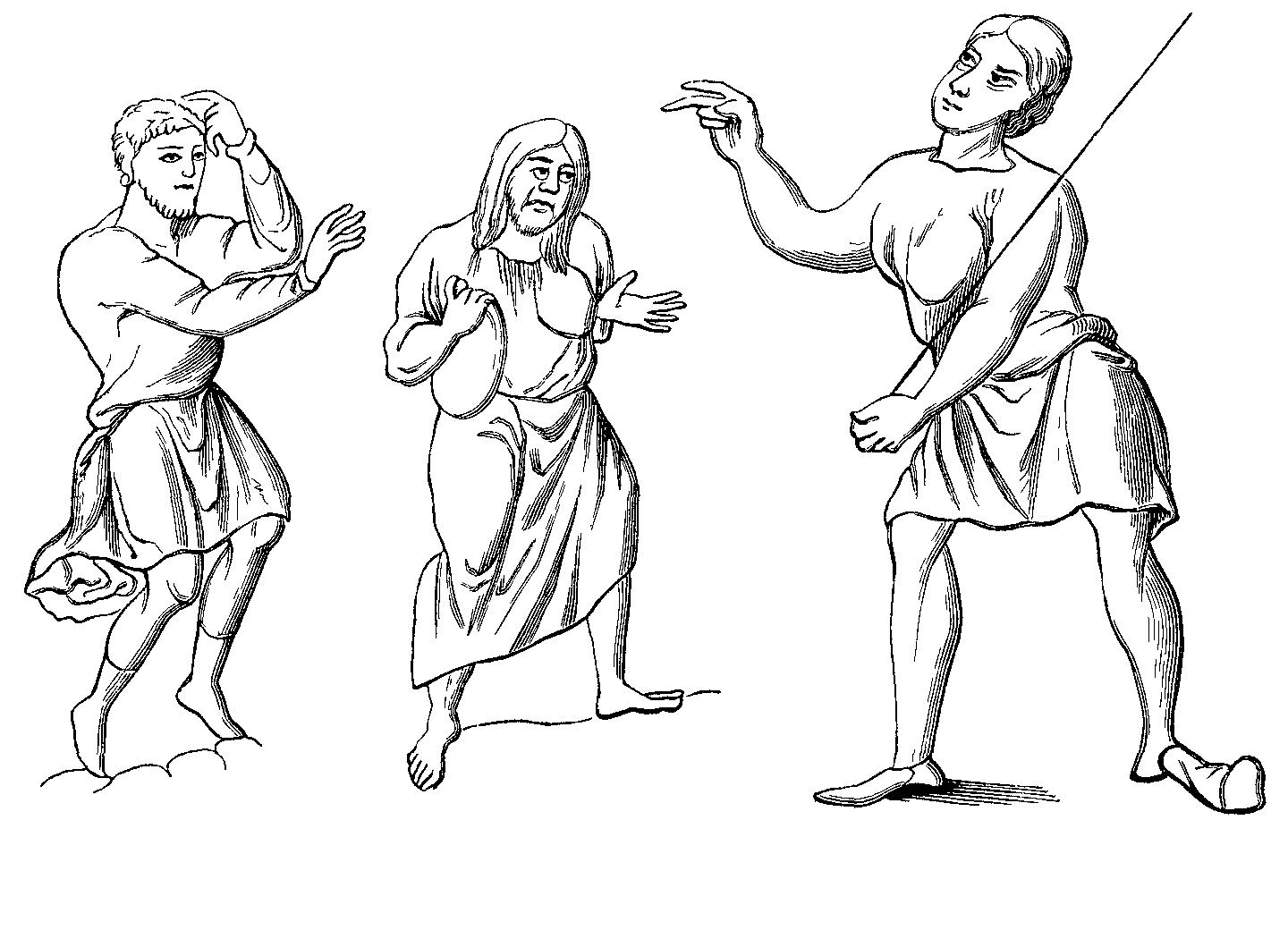
Vestits d'esclaus o serfs, dels segles VI al XII, recollits per H. de Vielcastel, en documents originals de les grans biblioteques d'Europa.

El caos que va seguir les invasions bàrbares de l'Imperi Romà va fer la presa d'esclaus habituals en tot Europa a l'edat mitjana. Les pràctiques romanes van continuar en moltes àrees i les lleis germàniques van incloure disposicions relatives l'esclavització dels criminals, com quan el Codi de Recesvint va prescriure l'esclavitud per a aquells que no podien pagar la sanció pel seu delicte, i també com a càstig per altres crims. Aquests delinqüents es convertirien en esclaus de les seves víctimes, sovint amb la pèrdua dels seus béns.
A mesura que aquests pobles van ser cristianitzats, l'església va treballar activament per reduir la pràctica de mantenir els religiosos en captivitat. Patrici d'Irlanda, que ell mateix va ser capturat i esclavitzat, va protestar, en la seva carta als soldats de Coroticus, contra un atac que va esclavitzar als acabats de batejar cristians. La restauració de l'ordre i el poder creixent de l'església van transmutar lentament el sistema d'esclaus romans de Dioclecià en la servitud.
Un altre factor important va ser l'ascens de Bathilda d'Ascània, reina dels francs, que havia estat esclavitzada abans de casar-se amb Clodoveu II. Quan es va convertir en regent, el seu govern va proscriure el comerç d'esclaus cristians de tot l'imperi merovingi.
Prop del 10% de la població d'Anglaterra, registrats al llibre de Domesday (1086) eren esclaus, encara que la servitud per deutes i l'esclavitud dels cristians anglesos van ser discontinuats després de la conquesta normanda d'Anglaterra del 1066. És difícil estar segur sobre el nombre d'esclaus, ja que l'antiga paraula romana per a esclau (servus) va continuar aplicant-se a persones amb un estat que més tard s'anomenaria serf.

### Tràfic d'esclaus
La demanda del món islàmic va dominar el comerç d'esclaus en l'Europa medieval. Durant la major part de les vegades, la venda d'esclaus cristians als no-cristians va estar prohibida. Al Pactum Lotharii del 840 entre la República de Venècia i l'Imperi Carolingi, Venècia va prometre no comprar esclaus cristians a l'imperi, i no vendre esclaus cristians a musulmans. L'Església va prohibir l'exportació d'esclaus cristians a terres no cristianes, per exemple, al Concili de Coblença de l'any 922, al Concili de Londres de 1102, i al Concili d'Armagh de 1171.
Com a resultat, la majoria dels comerciants d'esclaus cristians es van centrar en moure als esclaus d'àrees no cristianes a l'Espanya musulmana, l'Àfrica del Nord i l'Orient Mitjà, fins i tot els comerciants no cristians, encara que no estaven obligats per les regles de l'Església, es van centrar en mercats musulmans. Els dírhams de plata àrabs, presumiblement intercanviats per esclaus, són abundants en l'Europa de l'est i sud de Suècia, indicant les rutes comercials del territori musulmà.

### Comerciants italians
Pel regnat del papa Zacaries (741-752), Venècia havia establert un pròsper comerç d'esclaus, la compra a Itàlia, entre d'altres llocs, i la venda als àrabs de l'Àfrica del Nord -Zacaries segons els informes va prohibir aquest tipus tràfic fora de Roma-. Quan es va prohibir la venda dels cristians als musulmans (pactum Lotharii), els venecians van començar a vendre eslaus i d'altres esclaus no cristians d'Europa de l'Est en un nombre més gran. Caravanes d'esclaus viatjaven d'Europa de l'Est, a través dels passos alpins d'Àustria, per arribar a Venècia. Un document dels peatges pagats a Raffelstetten (903-906), a prop de St. Florian en el Danubi, descriu aquest tipus de comerciants. Alguns d'ells eren també eslaus, de Bohèmia i la Rússia de Kíev. Havien vingut de Kiev a través de Przemyśl, Cracòvia, Praga i Bohèmia. El mateix document registra a les esclaves en un tremís -al voltant de 1,5 grams d'or o aproximadament 1/3 d'un dinar- i els esclaus barons, que eren més nombrosos, en una saiga -que és molt menys -. Els eunucs eren especialment valuosos, i «cases de castració» van sorgir a Venècia, així com d'altres mercats prominents d'esclaus, per satisfer aquesta demanda.
Venècia estava lluny de ser l'únic centre de comerç d'esclaus a Itàlia. Sud d'Itàlia es va jactar d'esclaus procedents de regions distants, incloent Llombardia, Grècia, Bulgària, Armènia i regions eslaves. Durant els segles ix i x, Amalfi va ser un important exportador d'esclaus de l'Àfrica del Nord. Gènova, juntament amb Venècia, dominava el comerç al Mediterrani oriental a començaments del segle xii, i a la mar Negra en el segle xiii. Venien eslaus bàltics i esclaus, així com georgians, turcs i d'altres grups ètnics de la Mar Negra i el Caucas, als països musulmans de l'Orient Mitjà. Gènova va aconseguir principalment el tràfic d'esclaus de Crimea als mamelucs d'Egipte, fins al segle xiii, quan es va augmentar el control de Venècia sobre el Mediterrani oriental i va aconseguir dominar aquest mercat. Entre 1414 i 1423, es van vendre almenys uns 10.000 esclaus a Venècia.

### Comerciants jueus
Els documents dels comerciants d'esclaus jueus daten almenys de l'any 492, quan el papa Gelasi I els va permetre importar esclaus no cristians a Itàlia, a petició d'un amic jueu.

 A la fi del segle vi i començament del VII, els jueus s'havien convertit en els principals comerciants d'esclaus a Itàlia, i estaven també actius en territoris gaèlics. El papa Gregori el Gran va emetre una prohibició per als jueus que posseïen esclaus cristians, per evitar que els esclaus es convertissin al judaisme. Als segles ix i x, els comerciants jueus, eren una força important en el comerç d'esclaus en tot el continent.
Els jueus van ser un dels pocs grups que podien moure's i comerciar entre el món cristià i l'islamita. El geògraf Ibn Khurradàdhbih va observar i va registrar les rutes dels comerciants jueus en el seu Llibre de Rutes i Regnes del sud de França a Espanya, portant -entre altres coses- esclaves, esclaus eunucs i joves esclaus. També assenyala que els jueus que compraven esclaus eslaus a Praga. Les cartes d'Agobard de Lió, arquebisbe de Lió (816-840),
] els actes d'emperador Lluís el Pietós, i el LXXV Concili de Meaux de l'any 845 confirma l'existència d'una ruta utilitzada pels comerciants jueus amb els esclaus eslaus a través dels Alps a Lió, al sud de França i a Espanya. Els registres de peatge de Walenstadt del 842 i del 843, indiquen una altra ruta comercial, a través de Suïssa, pels passos de Septimer i Splügen, a Venècia, i des d'allà fins al nord de l'Àfrica.
Mentre els governants alemanys de les dinasties saxones es van fer càrrec de l'esclavitud i el comerç d'esclaus dels eslaus al segle x, els comerciants jueus van comprar esclaus en l'Elba, enviant caravanes per la vall del Rin. Molts d'aquests esclaus van ser portats a Verdun, que tenia estretes relacions comercials amb Espanya. Molts van ser castrats i es van vendre com a eunucs també. Els jueus, més tard, van arribar a ésser molt influents en el comerç europeu d'esclaus assolint el seu punt màxim entre els segles XVI al xix.

### Ibèria
L'Espanya musulmana va importar un gran nombre d'esclaus, a més a més de servir com un punt de parada per als musulmans i els comerciants jueus pels esclaus del mercat per a la resta del món islàmic. Durant el regnat d'Abd-ar-Rahman III (912-961), havien a Còrdova, capital del califat omeia al principi 3.750, tot seguit, 6.087, i finalment 13.750 Saqaliba, o esclaus eslaus. Ibn Hàwqal, Abu-Yahya al-Qazwiní i el bisbe Liutprand de Cremona van explicar que els comerciants jueus de Verdun es van especialitzar en esclaus castrats, per ser venuts com «Saqaliba eunucs», populars a l'Al-Àndalus.

### Vikings
Durant l'època dels vikings (793 - c. 1100), els nòrdics assaltants sovint capturaven i esclavitzaven militarment als pobles més febles que es trobaven. Els països nòrdics van nomenar els seus esclaus -nòrdic antic: «Þræll»-. Els esclaus eren, en la seva majoria, d'Europa occidental, entre ells molts francs, anglosaxons i celtes. Molts esclaus irlandesos van viatjar en expedicions per a la colonització d'Islàndia. Les batudes en monestirs sempre eren una font d'esclaus, joves educats que podrien vendre's a Venècia o Constantinoble per alts preus. Centres comercials escandinaus s'estenien cap a l'est d'Hedeby a Dinamarca i Birka a Suècia o Stàraia Làdoga -prop del llac Làdoga- al nord de Rússia abans de final del segle viii.
Aquest tràfic va continuar al segle ix quan els escandinaus van fundar més centres comercials a Kaupang al sud-oest de Noruega i Nóvgorod, més al sud de Stàraia Làdoga i Kíev, encara més al sud i més a prop de Constantinoble. Dublín i d'altres assentaments vikings del nord-oest d'Europa es van establir com a vies d'accés a través de les quals es negociaven els captius cap al nord. En la saga de Laxdœla, per exemple, un comerciant Rus' assisteix a una fira en les illes Brenn a Suècia venent esclaves del nord-oest d'Europa.
Els nòrdics també van captivar esclaus alemanys, bàltics, eslaus i llatins. Ahmad ibn Rustah, el viatger persa del segle x, va descriure com els vikings suecs, varegs, aterrien i esclavitzaven als eslaus presoners en les seves incursions al llarg del riu Volga. Els esclaus van ser venuts al sud, als compradors romans d'Orient o musulmans, a través de vies com la ruta comercial del Volga. Àhmad ibn Fadlan de Bagdad documenta un altre extrem d'aquesta ruta comercial, és a dir, dels vikings del Volga on es venien esclaus eslaus als comerciants de l'Orient Mitjà. Finlàndia va demostrar ser una altra font per a batudes d'esclaus de vikings. Els esclaus procedents de Finlàndia i els estats del Bàltic es van negociar per al centre de l'Àsia.

### Mongols
Les invasions i conquestes dels mongols del segle xiii afegeixen una nova força en el comerç d'esclaus. Els mongols van esclavitzar homes, dones i nens i els van portar a Karakorum o Sarai, des d'on van ser venuts a tota Euràsia. Molts d'aquests esclaus van ser enviats al mercat d'esclaus a Nóvgorod.
Els comerciants genovesos i venecians a Crimea van estar involucrats en el tràfic d'esclaus amb l'Horda d'Or. L'any 1441, Haci I Giray va declarar la independència de l'Horda d'Or i va establir el Kanat de Crimea. Durant molt de temps, fins principis del segle xviii, el kanat va mantenir un comerç d'esclaus massiu amb l'Imperi Otomà i l'Orient Mitjà. En un procés anomenat «recol·lecció de l'estepa», van esclavitzar molts camperols eslaus.

### Illes Britàniques
Com si fos una mercaderia comunament negociada a les Illes Britàniques, com per exemple el bestiar, els esclaus podien convertir-se en una forma de moneda interna o transfronterera. Guillem el Conqueridor va prohibir l'exportació d'esclaus procedents d'Anglaterra, el que va limitar la participació de la nació en el comerç d'esclaus.

### Cristians amb esclaus musulmans
Encara que el fluix principal d'esclaus va anar cap als països musulmans, els cristians van adquirir també esclaus musulmans; al sud de França, en el segle xiii «l'esclavització dels captius musulmans continuava sent força comuna». Existeixen documents, per exemple, de les esclaves sarraïnes que es venien a Marsella el 1248, una data que va coincidir amb la caiguda de Sevilla i els seus voltants, en incursions de croats cristians, un esdeveniment durador, en el qual un gran nombre de dones musulmanes d'aquesta zona, van ser esclavitzades com a botí de guerra, així ha quedat registrat en alguna poesia àrab, sobretot pel poeta Abu-l-Baqà ar-Rundí, que va ser contemporani d'aquests esdeveniments.
Els cristians també van vendre musulmans esclaus capturats a la guerra. L'Orde dels Cavallers de Malta va atacar els pirates i els vaixells musulmans, i el seu passatge es va convertir en un centre de comerç d'esclaus, amb la venda dels nord-africans i turcs capturats. Malta va continuar sent un mercat d'esclaus fins ben entrat el segle xviii. Es va exigir a un miler d'esclaus que servissin en les galeres de l'Orde.

## Esclavitud a la llei

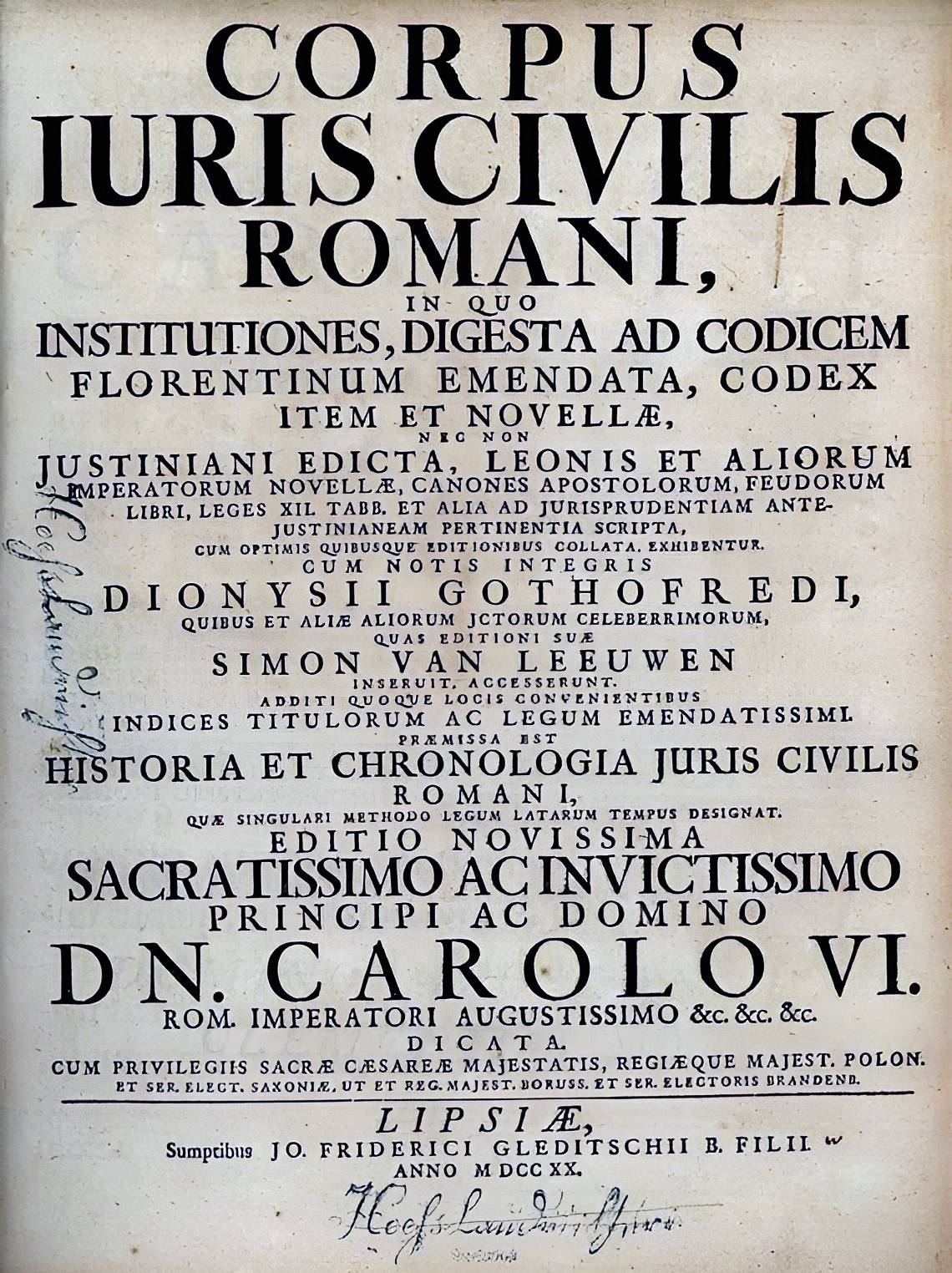
La recopilació realitzada per Justinià I al va ser la font d'estudi del dret romà a l'Europa medieval.

### Dret secular
L'esclavitud va ser fortament regulada en el dret romà, que va ser reorganitzat a l'Imperi Romà d'Orient per Justinià I com el Corpus Iuris Civilis. Encara que el Corpus es va perdre durant segles a l'Occident, va ser]redescobert en els segles xi i xii, i va conduir a la fundació de les escoles de dret a Itàlia i França. D'acord amb el Corpus, l'estat natural de la humanitat és la llibertat, però el «dret de nacions» pot reemplaçar la llei natural i reduir a unes certes persones a l'esclavitud. La definició bàsica d'esclau en el dret romà d'Orient va ser:
- qualsevol persona la mare de la qual fos una esclava
- qualsevol que hagi estat capturat en una batalla
- qualsevol que s'hagi venut per pagar un deute

Era possible arribar a ésser un home lliure o un ciutadà de ple dret; el Corpus, a l'igual del dret romà, tenia regles extenses i complicades per a la manumissió d'esclaus.
El comerç d'esclaus a Anglaterra va ser abolit oficialment el 1102. A Polònia l'esclavitud estava prohibida en el segle xv i va ser substituïda per la servitud. A Lituània, l'esclavitud va ser suprimida formalment el 1588.

### Dret canònic
Els canònics medievals van arribar a la conclusió que l'esclavitud era contrària a l'esperit del cristianisme, i en el segle xi, quan quasi tot Europa havia estat cristianitzada, les lleis de l'esclavitud en els codis de dret civil van quedar antiquades i inaplicables. Hi va haver una sèrie de zones en què vivien els cristians amb els no cristians, com Al-Àndalus i Sicília, els estats croats, i en les àrees encara paganes del nord-est d'Europa; per tant, el dret canònic va permetre als cristians a mantenir els esclaus no cristians, sempre que aquests esclaus fossin tractats amb humanitat i fossin alliberats si escollissin convertir-se al cristianisme. De fet, hi va haver una justificació legal explícita per a l'esclavització dels musulmans, que es troba en el Decret de Gracià i més tard va ser ampliat pel jurista del segle xiv, Oldradus de Ponte: la Bíblia diu que Agar, l'esclava d'Abraham, va ser copejada i expulsada per Sara, l'esposa d'Abraham. Una llegenda popular medieval va sostenir que els musulmans eren els descendents d'Agar, mentre que els cristians descendien de la unió legítima d'Abraham i Sara. Per tant, es va permetre que els cristians poguessin esclavitzar els musulmans. El Decretum, com el Corpus, va definir un esclau com qualsevol persona de mare esclava. Els cànons es preocupaven de l'esclavitud solament en contexts eclesiàstics: als esclaus no se'ls permetia casar-se ni ser ordenats clergues.

## Esclavitud a l'Imperi Romà d'Orient

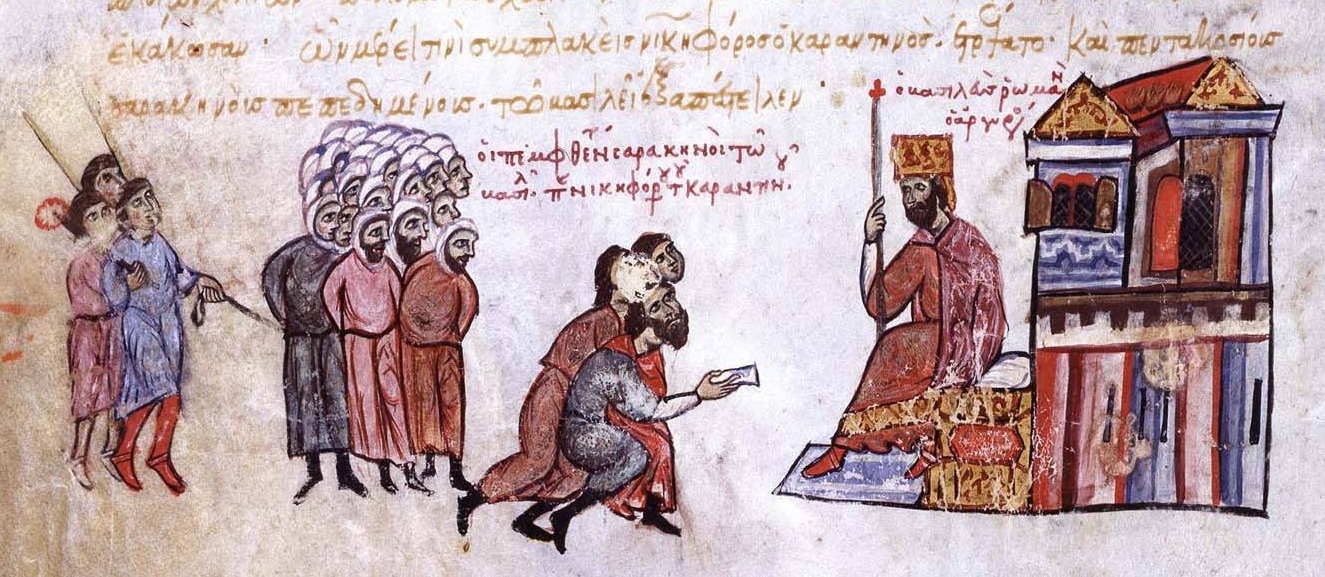
Captius àrabs són portats davant l'emperador Romà III.

L'esclavitud l'Imperi Romà d'Orient va ser estesa i comuna en tota la seva història. Una font principal dels esclaus van ser els presoners de guerra. El Skylitzes Matritensis esmenta que després de la batalla d'Adrassos molts presoners de guerra van ser enviats a Constantinoble. Eren tan nombrosos que omplien totes les mansions i les regions rurals. La majoria dels criats en les grans cases romanes eren esclaus. Una vídua rica nomenada Danelis de Patras, en el segle ix va fer un regal de 3.000 esclaus a l'emperador Basili el Macedoni. Després del segle x la principal font d'esclaus procedien de les campanyes dels Balcans i les terres del nord de la mar Negra. El mercat d'esclaus de Constantinoble es trobava en la vall de les Lamentacions. En uns certs moments el preu d'un nen de 10 anys va ser de deu monedes de nomisma, un castrat de la mateixa edat costava trenta; un adult de sexe masculí vint i un adult eunuc cinquanta.

## Esclavitud als estats croats
Al regne croat de Jerusalem, fundat el 1099, com a màxim hi havia uns 120.000 francs governant a més de 350.000 musulmans, jueus i cristians orientals natius. Després de la invasió i la conquesta inicial, de vegades acompanyada de massacres o expulsions de jueus i musulmans, n'hi va haver una pacífica coexistència entre els seguidors de les tres religions. Els estats croats van heretar molts esclaus. A més a més, a això es van agregar alguns musulmans presoners de guerra. La ciutat més gran del regne, Acre, tenia un gran mercat d'esclaus; tanmateix, la gran majoria de musulmans i jueus van romandre lliures. Les lleis de Jerusalem van declarar que els antics esclaus musulmans, si es convertien al cristianisme, havien de ser alliberats.
Al 1120, el Concili de Nablus va prohibir les relacions sexuals entre els croats i les seves esclaves: si un home violava al seu propi esclau, seria castrat, però si violava a l'esclau d'una altra persona, el castrarien i exiliarien del regne. Benjamin Z. Kedar va argumentar que els cànons del Concili de Nablus vigien en el segle xii, però van caure en desús en el segle xiii. Marwan Nader ho qüestiona i suggereix que els cànons poden no haver estat aplicats en tot el regne i a cada moment.

## Esclavitud a la Ibèria musulmana
La Península Ibèrica medieval va ser escenari quasi constant de guerra entre musulmans i cristians -encara que no sempre amb motiu religiós-. Expedicions de saqueig periòdiques van ser enviades des d'Al-Àndalus per saquejar els regnes ibèrics cristians, portant de volta el botí de guerra i presoners. Per exemple, en una incursió a Lisboa el 1189 el califa almohade Yaqub al-Mansur va prendre tres mil captius entre dones i nens, i el seu governador de Còrdova va prendre altres tres mil esclaus cristians en un atac posterior el 1191 contra Silves; en una ofensiva per Alfons VIII de Castella el 1182 va aconseguir endur-se més de dos mil esclaus musulmans.

## Esclavitud a la Ibèria cristiana

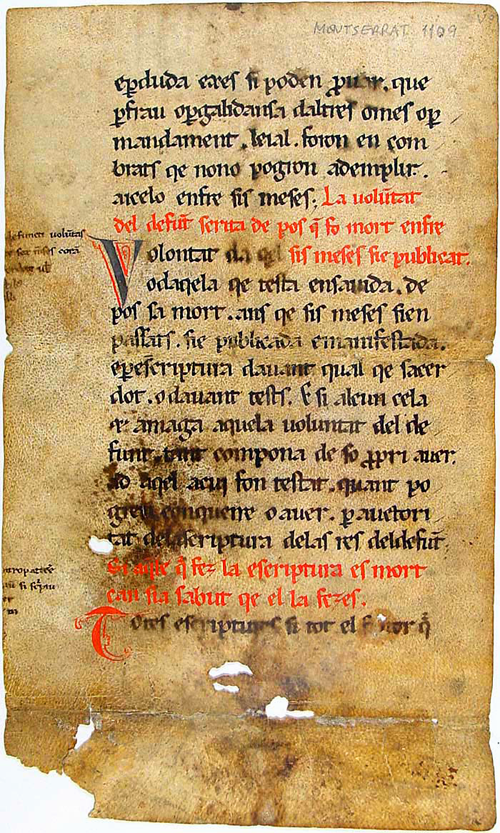
Liber Iudiciorum visigòtic.

Contràriament a les suposicions d'historiadors com a Marc Bloch, l'esclavitud va prosperar com una institució en la cristiandat medieval d'Ibèria. L'esclavitud existia en la regió sota el domini dels romans, i va continuar sota els visigots. A partir del segle v fins a començaments del segle viii, una gran part de la península Ibèrica va ser governada per regnes cristians visigòtics, els governants dels quals van treballar per codificar l'esclavitud humana. Al segle vii, el rei Khindasvint va emetre el Codi de Recesvint (Liber Iudiciorum), en el qual posteriorment reis visigòtics van afegir una nova legislació. Encara que el regne visigòtic es va ensorrar a començaments del segle viii, parts del Codi visigòtic es van mantenir en algunes bandes d'Espanya en els segles següents. El Codi, amb la seva atenció pronunciada i freqüent a la situació legal dels esclaus, revela la continuació de l'esclavitud com una institució a l'Espanya post romana. El Codi regulava les condicions socials, la conducta i els càstigs d'esclaus a l'Espanya medieval. Es va prohibir el matrimoni d'esclaus i persones lliures o alliberades. El llibre III, títol II, iii («Quan una dona lliure es casa amb l'esclau d'un altre o un home nascut lliure amb l'esclava d'un altre») estipula que si una dona lliure es casa amb l'esclau d'una altra persona i si la dona es nega a deixar el esclau, aleshores ella es converteix en propietat de l'amo de l'esclau. De la mateixa manera, els fills nascuts de la parella seguirien la condició del pare i serien esclaus.
A diferència del dret romà, en el qual solament els esclaus eren susceptibles de càsti corporal, sota la llei visigòtica, les persones de qualsevol condició social estaven subjectes a càstigs corporals. El càstig físic, per regla general, cops, administrat als esclaus va ser consistentment més dur que els administrats a persones alliberades o lliures. Els esclaus també podien ser obligats a declarar sota tortura. Podien ser torturats per revelar l'adulteri dels seus amos, i era il·legal alliberar un esclau pel que ell o ella podria revelar sota tortura. La més gran responsabilitat dels esclaus davant el càstig físic i tortura judicial suggereix la seva condició social inferior als ulls dels legisladors visigòtics.
L'esclavitud es va mantenir persistent en la Ibèria cristiana després de la conquesta omeia d'Hispània al VIII, i els codis de lleis visigòtiques van continuar controlant la propietat d'esclaus. Com assenyala William Phillips, la Península Ibèrica medieval no ha de ser considerada com una societat d'esclaus, sinó com una societat que posseïa esclaus. Els esclaus representaven un percentatge relativament petit de la població, i no constituïen una part important de la mà d'obra. D'altra banda, mentre que l'existència de l'esclavitud va continuar des del període anterior, l'ús d'esclaus a la cristiandat post visigòtica difereix dels primers períodes. Ian Wood ha suggerit que, sota els visigots, la majoria de la població esclava vivia i treballava en finques rurals.
Després de les invasions musulmanes, els propietaris d'esclaus -especialment en els regnes d'Aragó i València- es van allunyar de l'ús d'esclaus com a treballadors de camp o en quadrilles de treball, i no pressionaven els esclaus per al servei militar. Els esclaus tendien a ser de propietat individual en lloc d'en grans grups. Sembla que n'hi hagi hagut moltes més dones que homes esclaus, i que les utilitzaven amb una més gran freqüència en el servei domèstic. En aquest sentit, les institucions d'esclaus a l'Aragó, sobretot, s'assemblaven molt als d'altres regnes cristians del Mediterrani en França i Itàlia.
Als regnes de Lleó i Castella, l'esclavitud va continuar el model visigòtic més de prop que en els regnes del litoral. Els esclaus a Lleó i Castella eren més propensos a ser empleats com a treballadors de camp, suplantant la mà d'obra lliure per sostenir una societat aristocràtica rural. Aquestes tendències de les poblacions d'esclaus i el seu ús van canviar a propòsit de la pesta el 1348, el que va augmentar significativament la necessitat d'esclaus en tot el territori de la península.
Els cristians no van ser els únics propietaris d'esclaus en la Ibèria cristiana. Tant jueus i musulmans que vivien sota domini cristià posseïen esclaus de propietat, encara que més comunament a l'Aragó i València que a Castella. Després de la conquesta de València en 1245, el Regne d'Aragó va prohibir la possessió d'esclaus cristians per jueus, tot i que encara se'ls va permetre tenir esclaus musulmans o pagans. El paper principal dels jueus ibèrics en el comerç d'esclaus va arribar com a facilitació: van actuar com a intermediaris i agents de transferència entre els regnes cristians i musulmans d'esclaus.
Aquest paper va causar un cert grau de temor entre les poblacions cristianes. Una carta del papa Gregori XI al bisbe de Còrdova el 1239, es referia als rumors que els jueus estaven involucrats en el segrest i venda de dones i nens cristians com a esclaus, mentre que els seus marits estaven absents lluitant contra els musulmans. Malgrat aquestes preocupacions, la funció principal dels comerciants d'esclaus jueus residia en facilitar l'intercanvi de presoners entre musulmans i governants cristians, un dels temes principals de la connexió econòmica i política entre cristians i musulmans de la península Ibèrica.
Els regnes cristians d'Ibèria van negociar amb freqüència als seus captius musulmans a l'altre costat de la frontera per al pagament en diners o en espècie. De fet, l'historiador James Broadman escriu que aquest tipus de negociació va oferir la millor oportunitat als captius i esclaus per recuperar la seva llibertat. La venda de captius musulmans, sia de tornada als estats del sud islàmics o per als corredors d'esclaus de tercers, en va subministrar un dels medis amb els quals l'Aragó i Castella van finançar la Reconquesta. Amb les batalles i setges van aconseguir un gran nombre de captius; després del setge d'Almeria el 1147, les fonts informen que Alfons VII de Lleó va enviar quasi 10.000 dones i nens musulmans a Gènova per ser venuts com a esclaus, com a reembors parcial de l'ajut genovès a la campanya.
Entre 1489 i 1497 quasi 2.100 esclaus negres van ser enviades des de Portugal a València. A la fi del segle xv, Espanya tenia la població més gran de negres africans a Europa, amb una petita però creixent comunitat de negres ex esclaus. A mitjan segle xvi Espanya va importar fins dos mil negres esclaus africans anualment a través de Portugal, i el 1565 la major part dels 6.327 esclaus de Sevilla -d'una població total de 85.538- eren africans negres.

## Esclavitud a Romania

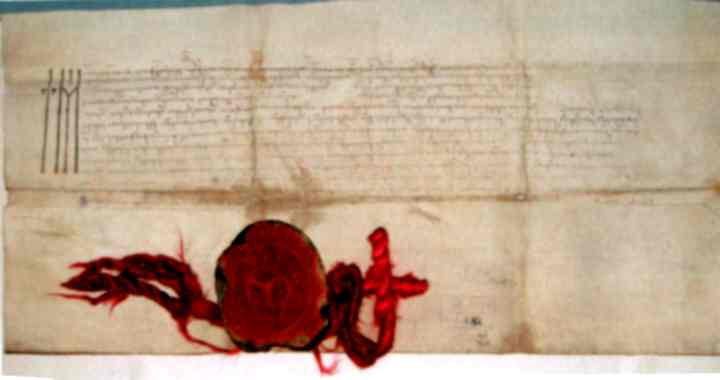
Una escriptura de donació mitjançant la qual Esteve III de Moldàvia (1433 – 1504) regala un nombre de «sălaşe» (esclaus) gitanos al bisbat de Rădăuţi.

L'esclavitud existia en el territori de l'actual Romania des d'abans de la fundació dels principats de Moldàvia i Valàquia en els segles xiii i xiv, fins que va ser abolida en diverses etapes durant els anys 1840 i 1850. La majoria dels esclaus eren de d'ètnia gitana. A Moldàvia també hi havia esclaus de l'ètnia dels tàrtars, probablement presoners capturats de les guerres sostingudes amb els nogais i els tàtars de Crimea.
No es coneix l'origen exacte de l'esclavitud en els principats del Danubi. Existeix un cert debat sobre si el poble gitano va arribar a Valàquia i Moldàvia com a homes lliures o com a esclaus. A l'Imperi Romà d'Orient, eren esclaus de l'estat i sembla que aquesta era la mateixa situació a Bulgària i Sèrbia fins que la seva organització social va ser destruïda per la conquesta otomana, el que suggereix que van venir com a esclaus i que van tenir un canvi de «propietat».
L'historiador Nicolae Iorga va associar l'arribada del poble gitano amb la invasió mongola d'Europa el 1241 i va considerar la seva esclavitud com un vestigi de l'època, els romanesos van prendre els gitanos dels mongols com a esclaus i van preservar el seu estat. Altres historiadors consideren que van ser esclavitzats quan van ser capturats durant les batalles contra els tàrtars. La pràctica d'esclavitzar els presoners també pot haver estat presa dels mongols. Es desconeix la identitat ètnica dels «esclaus tàrtars», podrien haver estat capturats pels tàrtars de l'Horda d'Or, de cumans, o els esclaus dels tàrtars i dels cumans.
Encara que és possible que algunes persones gitanes fossin esclaus o tropes auxiliars dels mongols o tàrtars, la major part d'ells procedien del sud del Danubi a la fi del segle xiv, algun temps després de la fundació de Valàquia. Llavors, la institució de l'esclavitud ja s'havia establert a Moldàvia i, possiblement, en tots dos principats, però l'arribada dels gitanos va fer de l'esclavitud una pràctica generalitzada. Els esclaus tàrtars, menors en nombre, finalment es van fusionar amb la població gitana.

## Esclavitud al Pròxim Orient medieval
El Pròxim Orient medieval inclou l'actual Turquia, Llevant i Egipte, amb fortes connexions amb la resta de la costa nord de l'Àfrica. Totes aquestes àrees van ser governades per pels romans d'Orient o els perses al començament de l'antiguitat tardana. Les institucions preexistents d'esclavitud romanes i perses van poder haver influït en el desenvolupament de les normes de l'esclavitud en la llei islàmica i la seva jurisprudència. Així mateix, alguns estudiosos han defensat la influència de la tradició rabínica en el desenvolupament del pensament jurídic islàmic.
Qualsevol que sigui la relació entre aquestes diferents tradicions jurídiques, existeixen moltes similituds entre la pràctica de l'esclavitud islàmica a l'edat mitjana i les pràctiques dels primers romans medievals i els europeus occidentals. L'estat dels esclaus alliberats sota domini islàmic, que van haver de seguir servint als seus antics amos, té una forta similitud amb les antigues institucions romanes i gregues. Tanmateix, la pràctica de l'esclavitud a l'alta edat mitjana del Pròxim Orient també va sorgir de les pràctiques d'esclavitud per economia entre els àrabs pre islamites.
Igual que l'Antic i Nou Testament i els drets grec i romà, l'Alcorà té la institució de l'esclavitud per fet, encara que insta bondat envers els esclaus i l'eventual manumissió, especialment per als esclaus que es converteixin l'islam. A l'edat mitjana, molts esclaus en la societat islàmica només van servir per un curt període, potser una mitjana de set anys. A l'igual dels seus homòlegs europeus, els primers comerciants d'esclaus islàmics medievals preferien esclaus que no fossis co religionaris i, per tant, es van centrar en pagans d'interior de l'Àsia, Europa, i especialment de l'Àfrica subsahariana. La pràctica de la manumissió, va poder haver contribuït a la integració dels antics esclaus en la societat en general. Tanmateix, sota la llei Xaria, la conversió a l'islam no va requerir la manumissió.
Els esclaus van ser utilitzats en treballs pesats, així com en contexts domèstics. A causa de la sanció corànica del concubinat, els primers comerciants islàmics, per contrast amb els comerciants d'esclaus romà i els seus principis, no van importar un gran nombre d'esclaves. Els estats islàmics més antics no van crear cossos de soldats esclaus -una pràctica coneguda des de contexts posteriors-, però s'integraven els lliberts en exèrcits, que van poder haver contribuït a l'extensió ràpida de la conquesta islàmica. Al segle ix, l'ús d'esclaus en els exèrcits islàmics, en particular els turcs en les unitats de cavalleria i els africans en les unitats d'infanteria, va ser una pràctica comuna.
A Egipte, Ahmad Ibn Tulun va importar milers d'esclaus negres per lluitar per la independència del Califat Abbàssida a l'Iraq el 868. La dinastia Ikhxídida va utilitzar unitats d'esclaus negres per alliberar-se del domini abbàssida després que els abbàssides destruïssin l'imperi autònom d'Ibn Tulun el 935. Els soldats professionals negres van ser els més associats amb la dinastia fatimita, que va incorporar més que les dues dinasties anteriors. Van ser els fatimidas els qui primer van incorporar esclaus negres com a soldats professionals en la cavalleria, malgrat l'oposició massiva dels mamelucs turcs de l'Àsia central, que van veure al contingent africà com una amenaça en el seu paper com la unitat militar principal a l'exèrcit egipci.
A la segona meitat de l'edat mitjana, l'expansió del domini islàmic cap a la Mediterrània, el Golf Pèrsic, i la península Aràbiga va establir el comerç d'esclaus subsaharià i l'oceà Índic. Aquesta xarxa va ser un gran mercat per als esclaus africans, transportant aproximadament quatre milions d'esclaus africans des d'inicis del segle vii fins a la seva desaparició al segle xx.] Irònicament, la consolidació de les fronteres al Pròxim Orient islàmic va canviar la cara de la tracta d'esclaus Un codi islàmic rígid i el tribut sobre captures, va afavorir la compra d'esclaus. També les fonts d'esclaus van passar de la Creixent Fèrtil i l'Àsia central a l'Indoxina i a l'Imperi Romà d'Orient.
Els tipus de preferència pels esclaus al Pròxim Orient, així com els patrons d'ús, van continuar fins a l'acabament de l'edat mitjana, només amb lleugers canvis. Els esclaus van ser utilitzats en moltes activitats, com en agricultura, indústria, militar, i el treball domèstic. Les dones van ser prioritzades sobre els homes, i per regla general servien en l'àmbit domèstic com ara minyones, concubines o esposes. Els esclaus domèstics i els comercials tenien, en la seva majoria, millors condicions que els que es col·locaven en treballs del camp, ja que els domèstics podien convertir-se en membres de la família o companys de treball en lloc de condemnats a una vida esgotadora com una cadena de presos. Hi ha referències de grups d'esclaus africans, que es van posar a treballar en projectes de drenatge a l'Iraq, en la sal i les mines d'or al Sàhara, o les plantacions de sucre i cotó al nord de l'Àfrica i Espanya. Les referències a aquest últim tipus d'esclavitud són rares. Els eunucs, curiosament, van ser el tipus més apreciat d'esclau.

## Esclavitud a l'Imperi Otomà

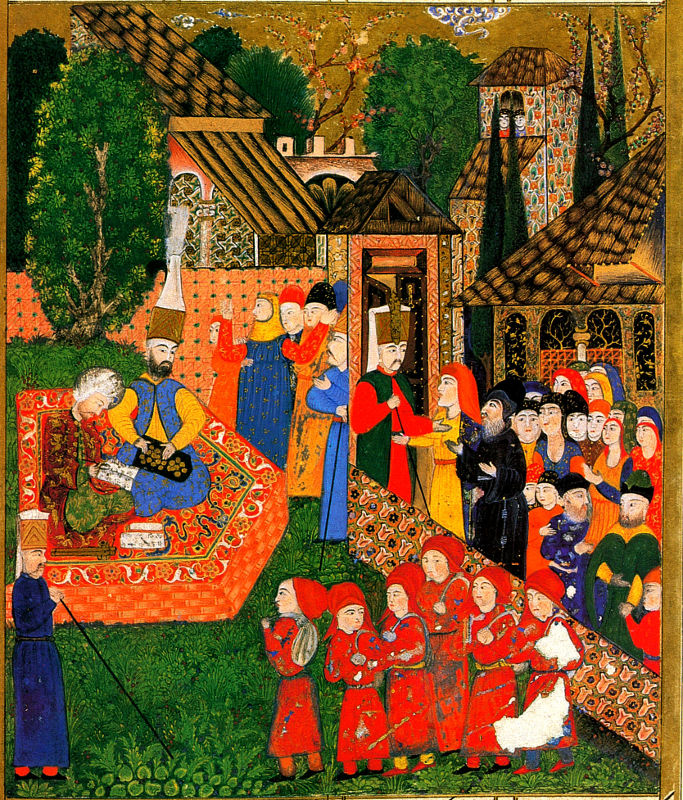
Una pintura otomana dels nens dels Balcans captius com a soldats-esclaus.

L'esclavitud era una part important de la societat otomana. Les guerres romano-otomanes i les guerres otomanes a Europa van portar un gran nombre d'esclaus cristians a l'Imperi Otomà. A mitjan segle xiv, Murad I va construir el seu propi exèrcit amb esclaus anomenat Kapıkulu. La nova força es va basar en el dret del soldà a una cinquena part del botí de guerra, que va interpretar per incloure presoners fets en batalla. Els esclaus captius van ser convertits a l'islam i entrenats en el servei personal del soldà.
Al devşirme (traduït com «impost de sang» o «col·lecció de nens»), els joves cristians d'Anatòlia i els Balcans van ser trets de les seves llars i famílies, es van convertir a l'islam i van ser allistats en classes especials per a soldats de l'exèrcit ootomà. Aquestes classes van ser nomenades geníssers, la branca més famosa dels Exèrcit de l'kapiulu. Els geníssers, amb el temps, es van convertir en un factor decisiu en les conquestes militars otomanes a Europa.
La major part dels comandants militars de les forces otomanes, els administradors imperials i els governants de facto de l'Imperi Otomà, com Pargali Ibrahim Paixà i Sokollu Mehmet Paşa, van ser reclutats d'aquesta manera. L'any 1609 les forces militars kapikulu del soldà van augmentar a prop 100.000 homes.
Les concubines del soldà otomà consistien principalment en esclaves comprades. Perquè la llei islàmica va prohibir als musulmans esclavitzar altres musulmans, les concubines del soldà eren en general d'origen cristià. La mare d'un soldà, encara que tècnicament era una esclava, va rebre el títol poderós de Valide sultan, i de vegades es va convertir en governant efectiva de l'imperi. Un exemple notable va ser Kösem Sultan, filla d'un sacerdot cristià grec, que va dominar l'Imperi Otomà durant les primeres dècades del segle xvii. Un altre exemple notable va ser Roxelana, l'esposa favorita de Solimà I el Magnífic i la mare del també soldà Selim II.

## Esclavitud a Polònia

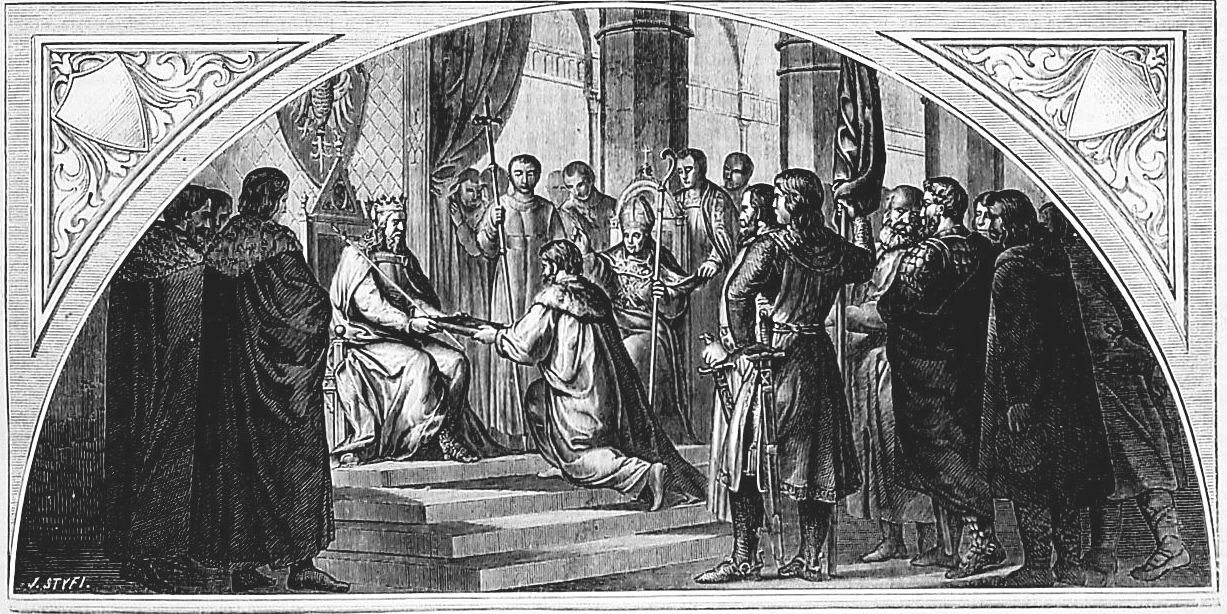
Representació de la signatura dels Estatuts de Casimir el Gran.

La institució de l'esclavitud tal com es practicava als territoris polonesos durant l'edat mitjana va desempenyorar un paper econòmic o cultural menys important que en l'Imperi Romà. Va existir en el Regne de Polònia durant els temps de la dinastia Piast; de fet, el nombre d'esclaus va augmentar significativament amb l'establiment de l'estat polonès, ja que la majoria dels esclaus eren propietat del rei.
L'esclau (en polonès: niewolni) procedia principalment de les files dels presoners de guerra. Algunes persones podien convertir-se en esclaus a causa de la seva incapacitat per pagar els seus deutes, i va ser utilitzad,a de tant en tant, l'esclavitud en lloc d'una sentència de mort. Els nens d'esclaus també pertanyien a aquesta classe social i els seus propietaris eren el re, o cavallers de la cort. La propietat del rei es va organitzar en unitats de desenes i centenes.
D'acord amb Samuel Augustus Mitchell, les persones no lliures van ser emancipades a Polònia el 1347 sota els Estatuts de Casimir III emesos a Wiślica, encara que hi ha indicis que alguna forma d'esclavitud, en la pràctica i la llei, va continuar almenys fins al final del segle xiv. Al llarg de la història feudal restant de Polònia, sobretot en la confederació de Polònia i Lituània, gran part de la pagesia estava subjecta a la servitud, molt semblant a l'esclavitud.

## Esclavitud a Rússia

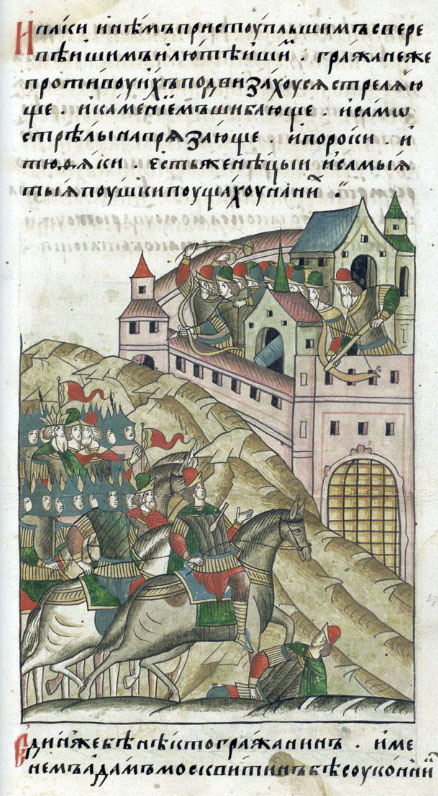
Toktamix i els exèrcits de l'Horda d'Or enfront de Moscou l'any 1382.

A la Rus de Kiev i Rússia, els esclaus s'anomenaven en general холоп. Un propietari d'un esclau tenia un poder il·limitat sobre la seva vida: podia matar-lo, vendre'l, o utilitzar com a pagament d'un deute. L'amo, era el responsable davant la llei de les accions del seu esclau. Una persona podia convertir-se en esclau com a resultat de la seva captura, la venda de si mateix, pels seus deutes o delictes, o pel matrimoni amb un esclau. Fins a la fi del segle x, van representar una majoria entre els servents que treballaven les terres senyorials. Al segle xi, l'esclavitud a Rússia consistia sobretot dels qui es venien com a esclaus a causa de la seva pobresa.
Treballaven principalment com servei domèstic, entre les famílies més riques, i normalment en produïen menys del que consumien. La llei prohibia l'alliberació dels esclaus per evitar alimentar-los en temps de fam, i els esclaus romanien, en general, amb la família durant molt de temps; Domostroi, un llibre de consells, parla de la necessitat d'escollir esclaus de bon caràcter i proveir-los de manera adequada. L'esclavitud continuó sent una institució important a Rússia fins al 1723, quan Pere I de Rússia va convertir els esclaus domèstics en serfs. Els esclaus agrícoles russos es van convertir formalment en serfs a començaments del 1679.
L'any 1382 l'Horda d'Or sota el Kan Toktamix va saquejar Moscou, cremant la ciutat i portant-se a milers d'habitants com a esclaus. Durant anys, el kanats de Kazan i d'Astracan van fer periòdicament incursions en principats russos per captivar esclaus i saquejar les ciutats. Les cròniques russes documenten sobre unes quaranta incursions de Kazan Khan en els territoris russos durant la primera meitat del segle xvi. Al 1521, les forces combinades del Crimea del kan Mehmed I Giray i els seus aliats de Kazan van atacar Moscou i van capturar milers d'esclaus. Al voltant de trenta grans incursions tàrtars es van registrar en territoris moscovites entre 1558 i 1596. El 1571, els tàrtars de Crimea van atacar i van saquejar Moscou, cremant tot menys el Kremlin i portant-se milers de captius com a esclaus. A Crimea, aproximadament el 75% de la població consistia en esclaus.

## Esclavitud a Escandinàvia
Les lleis dels segles xii i xiii descriuen la situació jurídica de dues categories d'esclaus. En correspondència amb el codi noruec de Gulating (circa 1160), els esclaus del país no podien, a diferència dels esclaus estrangers, ser venuts fora del país. Aquesta i d'altres lleis definien els esclaus com propietat del seu amo, al mateix nivell que el bestiar. També es descriu un procediment per donar a un esclau la seva llibertat. Un esclau alliberat no té plena capacitat jurídica; per exemple, el càstig per matar un antic esclau era baix. El fill d'un antic esclau també tenia un estatus inferior, però més alt que el dels seus pares. Només fins a la segona generació (fills d'alliberats) s'aconseguia el grau d'home lliure. El codi de la llei noruega de 1274, Landslov («la llei de la terra»), no esmenta esclaus, sinó antics esclaus. Per tant, sembla que l'esclavitud va ser abolida a Noruega per aquest temps. A Suècia, l'esclavitud va ser suprimida el 1343.

## Esclavitud a les Illes Britàniques
El Gal·les medieval britànic, d'Irlanda i d'Escòcia eren entre les últimes zones de l'Europa cristiana a renunciar a la seva institució de l'esclavitud. Sota el costum gaèlic, els presoners de guerra es van tenir de forma rutinària com a esclaus. Durant el període en el qual l'esclavitud estava desapareixent en la major part d'Europa occidental, estava assolint el seu punt més alt en les Illes Britàniques: amb les invasions de vikings i la posterior guerra entre els escandinaus i els nadius, el nombre de captius com a esclaus van augmentar dràsticament. L'Església irlandesa es va oposar amb vehemència a l'esclavitud i va culpar la invasió normanda de 1169 amb el càstig diví per aquesta pràctica, juntament amb l'acceptació local de la poligàmia i el divorci. L'historiador John Gillingham va opinar que al voltant del 1200, la esclavitud a les Illes Britàniques era inexistent.

## Servitud vers esclavitud
En considerar com la servitud es va desenvolupar a partir de l'esclavitud, els historiadors que estudien la línia entre l'esclavitud i la servitud troben diversos temes diferents en la historiografia i la metodologia. Alguns historiadors creuen que l'esclavitud es va transformar en la servitud -una visió que només ha existit durant els últims 200 anys-, encara que hi ha acord entre ells sobre la rapidesa d'aquesta transició. Pierre Bonnassie, un historiador medieval, va pensar que l'esclavitud del món antic va deixar d'existir en l'Europa del segle x i va ser seguida per la servitud feudal. Jean-Pierre Devroey pensa que el pas de l'esclavitud a la servitud va ser gradual en algunes parts del continent. Altres àrees, tanmateix, no tenien el qual ell nomena «la servitud d'estil occidental» després de la fi de l'esclavitud, com les àrees rurals de l'Imperi Romà d'Orient, Islàndia i Escandinàvia.
En termes generals, pel que fa a com els esclaus es diferenciaven dels serfs, els fonaments de l'esclavitud i la servitud són debatuts també. Dominique Barthélemy, entre d'altres, ha posat en dubte les premisses per distingir clarament la servitud de l'esclavitud, amb l'argument que una classificació binària emmascara els nombrosos matisos de la servitud. De particular interès per als historiadors és el paper de la servitu i l'esclavitud a l'estat, i les implicacions que tenen tant per al serf com per a l'esclau. Alguns pensen que l'esclavitud va ser l'exclusió de les persones de l'esfera pública i les seves institucions, mentre que la servitud era una forma complexa de dependència que per regla general mancava de base codificada en el sistema legal. Wendy Davies sosté que els serfs, com els esclaus, també van quedar exclosos del sistema judicial públic i que els assumptes judicials van ser tractats en els tribunals privats dels seus respectius senyors.
Malgrat el desacord acadèmic, és possible reconstruir una imatge general de l'esclavitud i la servitud. Els esclaus típicament no posseïen cap propietat, i eren, de fet, propietat dels seus amos, treballaven a temps complet per als seus amos i sota una estructura negativa d'incentius; en altres paraules, la falta de treball va donar com a resultat el càstig físic. Els serfs tenien parcel·les de terreny, que era essencialment una forma de «pagament» que el senyor oferia a canvi del treball del serf, aquests treballaven a temps parcial per als amos i una altra part del seu temps per a si mateixos i van tenir oportunitats per acumular riquesa personal que sovint no va existir per a l'esclau.
Els esclaus eren en general importats de països o continents estrangers, portats a Europa a través del comerç d'esclaus. Els serfs eren indígenes europeus i no estaven subjectes als mateixos moviments involuntaris com els esclaus, treballaven en unitats familiars, mentre que el concepte de família va ser en general més fosc per als esclaus. En un moment donat, la família d'un esclau podria ser destruïda mitjançant el comerç d'esclaus, i els amos sovint utilitzen aquesta amenaça per obligar el comportament d'obediència de l'esclau.
El final de la servitud també és objecte de debat, a Georges Duby assenyala començaments del segle xii com un punt final aproximat «de la servitud en el sentit estricte del terme». Altres historiadors qüestionen aquesta afirmació, citant les discussions i la menció de la servitud com una institució en dates posteriors -com en el segle xiii a Anglaterra, o a Europa central, on l'augment[de la servitud va coincidir amb el declivi de l'Europa Occidental-. Existeixen diversos mètodes per aconseguir un espai de temps per a la transició, i la lexicografia és un d'aquests mètodes. Suposadament n'hi ha un clar canvi en la dicció en fer referència als que eren esclaus o serfs aproximadament cap a l'any 1000, encara que no hi ha un consens sobre l'important que va ser aquest canvi, o si va existir.
A més a més, els numismàtics il·luminen sobre la disminució de la servitud. Hi ha una teoria generalitzada que la introducció de la moneda va accelerar el declivi de la servitud perquè era preferible pagar pel treball en lloc de dependre de les obligacions feudals. Alguns historiadors sostenen que els propietaris van començar a vendre les seves terres als seus serfs -i per tant, la seva llibertat- durant els períodes d'inflació econòmica en tot Europa. Altres historiadors sostenen que la fi de l'esclavitud va venir de la reialesa, que va donar la llibertat a través d'edictes i la legislació en un intent d'ampliar la seva base fiscal.
L'absència de la servitud en algunes parts de l'Europa medieval planteja diverses preguntes. Devroey pensa que és perquè l'esclavitud no va néixer de les estructures econòmiques d'aquestes àrees, sinó que va ser més aviat una pràctica social. Heinrich Fichtenau assenyala que a l' Europa central, no hi havia un mercat de treball prou fort perquè l'esclavitud es convertís en una necessitat.

## Justificacions de l'esclavitud
A la fi de l'Imperi Romà, l'actitud oficial envers l'esclavitud va ser ambivalent. D'acord amb codi legal de Justinià, l'esclavitud es va definir com «una institució d'acord amb la llei de les nacions mitjançant la qual una persona cau sota els drets de propietat d'un altre, en contra de la naturalesa».
Justificacions de l'esclavitud a tot el període medieval van ser dominats per la percepció de les diferències religioses. Els esclaus eren sovint persones alienes, preses a la guerra. Per tant, el pensament hebreu i islàmic que va tindre de l'esclau va ser d'un «enemic intern». En la tradició cristiana, pagans i heretges van ser considerats enemics de la fe de manera similar que podrien ser justament esclavitzats. En teoria, els esclaus que es van convertir podien emprendre el camí a la llibertat, però les pràctiques eren incompatibles: els propietaris no estaven obligats a la manumissió i la pràctica de batejar els esclaus va ser descoratjada. L'esclavització dels co religionaris va ser desanimada, fins i tot prohibida, per als cristians, jueus i musulmans per igual. En conseqüència els pagans del nord d'Europa i els negres africans eren un objectiu per als tres grups religiosos. La diferència ètnica i religiosa es va combinar en la justificació de l'esclavitud.
Una important justificació cristiana per a l'ús de l'esclavitud, especialment contra les persones de pell fosca, va ser la maledicció de Cam. La maledicció de Cam es refereix a la paràbola bíblica (Gènesi 9: 20-27) en el qual Cam, fill de Noè, peca veient el seu pare embriac i nu, encara que els estudiosos difereixen en la naturalesa exacta de la transgressió de Cam. Noè malaeix al propi Cam i els seus, en ser un «serf dels serfs als seus germans». Encara que la raça o el color de la pell no s'esmenta, molts erudits jueus, cristians i musulmans van interpretar el passatge com una maledicció de l'esclavitud i la pell negra, en un intent de justificar l'esclavització de les persones de color, específicament les d'ascendència africana.
En el període medieval, també va ser utilitzat per alguns cristians com a justificació de la servitud. Fonts musulmanes del segle vii al·ludeixen a la maledicció de Cam, guanyant rellevància, com un mite per justificar l'esclavització dels africans en el món islàmic. L'aparent discrepància entre la noció de la llibertat humana fundada en la llei natural i el reconeixement de l'esclavitud pel dret canònic es va resoldre mitjançant un «compromís» legal: l'esclavitud era permissible donada una causa justa, que podria ser definida per l'autoritat papal. Es creia que l'estat d'esclavitud estava estretament lligat al pecat original.

A mitjan segle xi, l'església catòlica, en particular el papat, va prendre un paper actiu en l'oferta de justificacions per a l'esclavització dels sarraïns, pagans, africans, i d'altres «infidels». Al 1452, una butlla titulada Dum diversas va autoritzar el rei Alfons V de Portugal a esclavitzar qualsevol «sarraí o pagà que es trobés». El papa Nicolau V, va reconèixer l'acció militar del rei Alfons com a llegítima en la forma de la butlla papal, i va declarar el:
| «                                    | ...poder total i lliure, mitjançant l'autoritat apostòlica per aquest edicte, per envair, conquerir, lluitar, sotmetre els sarraïns i pagans, i d'altres infidels i d'altres enemics de Crist, i... per guiar les seves persones en perpètua servitud... | » |
| — Papa Nicolau V (1452) Dum diversas | |   |

En una altra butlla escrita en 1455 titulada Romanus Pontifex, el papa Nicolau V va reiterar el seu suport a l'esclavitud dels infidels en el context de monopoli de Portugal en les rutes comercials del nord de l'Àfrica.
Historiadors com a Timothy Rayborn han afirmat que les justificacions religioses servien per emmascarar o camuflar les necessitats econòmiques subjacents a la institució de l'esclavitud.